# چن ون-هوئی
چن ون-هوئی (انگلیسی: Chen Wen-Huei، زاده ۲۳ فوریه ۱۹۹۷) وزنه‌بردار زن اهل تایوان است.